# ميرنا براج
ميرنا براج هي متخصصة لبنانية في أدب الأطفال.

## حياتها
كان العام 2007 فارق في حياة الكاتبة ميرنا براج حيث تقريباً جميع أعمالها التي تزيد عن 15 كتاب كانت من مؤلفاتها في هذا العام.

## مؤلفاتها
| الاسم                    | دار النشر                                                          | تاريخ النشر | عدد الصفحات | ردمك ISBN            | المصدر               |
| ------------------------ | ------------------------------------------------------------------ | ----------- | ----------- | -------------------- | -------------------- |
| كل عام وكل عامل بألف خير | أكاديميا انترناشونال السلسلة: سلسلة النظافة                        | 2007        | 14          | (ردمك 9789953762401) | [ 1 ] [ 2 ] [ 3 ]    |
| ماذا أفعل في فصل الخريف؟ | دار المؤلف للطباعة والنشر والتوزيع السلسلة: أعيادي الجميله         | 2007        | 10          | (ردمك 9789953762135) | [ 2 ] [ 4 ] [ 5 ]    |
| ماذا أفعل في فصل الربيع؟ | دار المؤلف للطباعة والنشر والتوزيع السلسلة: ماذا أفعل في فصل       | 2007        | 10          | (ردمك 9789953762155) | [ 6 ] [ 7 ]          |
| ماذا أفعل في فصل الصيف؟  | دار المؤلف للطباعة والنشر والتوزيع السلسلة: ماذا أفعل في فصل       | 2007        | 10          | (ردمك 9789953762142) | [ 8 ] [ 9 ] [ 10 ]   |
| كل عام وأنت بخير يا ماما | دار المؤلف للطباعة والنشر والتوزيع السلسلة: أعيادي الجميله         | 2007        | 12          | (ردمك 9789953762487) | [ 11 ] [ 12 ] [ 13 ] |
| ماذا أفعل في فصل الشتاء؟ | دار المؤلف للطباعة والنشر والتوزيع السلسلة: ماذا أفعل في فصل       | 2007        | 10          | (ردمك 9789953762163) | [ 14 ] [ 15 ] [ 16 ] |
| أف أف وهف هف             | دار المؤلف للطباعة والنشر والتوزيع                                 | 2007        | 16          | (ردمك 9789953762210) | [ 17 ] [ 18 ]        |
| أنا وأحبائي في عيد الحب  | دار المؤلف للطباعة والنشر والتوزيع السلسلة: أعيادي الجميله         | 2007        | 12          | (ردمك 9789953762340) | [ 19 ] [ 20 ] [ 21 ] |
| رمضان كريم               | دار المؤلف للطباعة والنشر والتوزيع السلسلة: أعيادي الجميله         | 2007        | 12          | (ردمك 9789953762371) | [ 22 ] [ 23 ] [ 24 ] |
| أهلاً أهلاً بعيد الفطر     | دار المؤلف للطباعة والنشر والتوزيع السلسلة: أعيادي الجميله         | 2007        | 12          | (ردمك 9789953762357) | [ 25 ] [ 26 ] [ 27 ] |
| أنا مستطيل               | دار المؤلف للطباعة والنشر والتوزيع السلسلة: أشكالي وألواني الجميلة | 2007        | 14          | (ردمك 9789953762197) | [ 28 ] [ 29 ] [ 30 ] |
| أنا مربع                 | دار المؤلف للطباعة والنشر والتوزيع السلسلة: أشكالي وألواني الجميلة | 2007        | 14          |                      | [ 31 ] [ 32 ]        |
| أنا مثلث                 | دار المؤلف للطباعة والنشر والتوزيع السلسلة: أشكالي وألواني الجميلة | 2007        | 14          | (ردمك 9789953762203) | [ 33 ] [ 34 ]        |
| أنا دائرة                | دار المؤلف للطباعة والنشر والتوزيع السلسلة: أشكالي وألواني الجميلة | 2007        | 14          | (ردمك 9789953762173) | [ 35 ] [ 36 ]        |
| أضحى مبارك               | دار المؤلف للطباعة والنشر والتوزيع السلسلة: أشكالي وألواني الجميلة | 2007        | 14          | (ردمك 9789953762586) | [ 37 ] [ 38 ]        |